# Agino Seło
Agino Seło (mac. Агино село) – wieś w Macedonii Północnej, w gminie Kumanowo. Wieś zamieszkuje 811 osób, w tym 798 Macedończyków, 12 Serbów i inni.